# Stillingfleet
Cet article possède des paronymes, voir Benjamin Stillingfleet et Edward Stillingfleet.
Stillingfleet est un village et paroisse civile du district non métropolitain de Selby, dans le comté du Yorkshire du Nord en Angleterre. La population comptait 399 habitants en 2021.

## Personnalité
- Frederick William Brearey (1816-1896), médecin et inventeur, y est né.